# Медницкий замок
Ме́дницкий за́мок (лит. Medininkų pilis) находится в поселении Мядининкай (Вильнюсский район, Литва). Наиболее ранний пример каменно-кирпичного укрепления в Литве и самый большой по площади замок типа «кастель» в стране.

## История
Точная дата постройки замка неизвестна. В «Хронике польской, литовской, жмудской и всей Руси» (издана в 1582 г.) авторства М. Стрыйковского, каноника костёла в Медниках в 1579—1586 гг., Медники упоминаются в период правления Витеня (в 1311 и 1313 гг.), но речь могла идти и об одноимённом замке в Жмуди. В 1385 и 1392 гг. крестоносцы дошли до Медник, опустошили край, но о замке в хрониках не сообщалось. В ходе археологических исследований 1961—1963 гг. были обнаружены культурные слои, относящиеся к концу XIV — началу XV вв. Это позволило предположить, что строительство замка относилось к концу XIV века. Первое достоверное упоминание о замке обнаруживается в хронике 1402 года, где говорилось о том, что крестоносцы, не сумев захватить Вильну, сожгли Медницкий замок. С 1415 г. Витовт уже называл замок своим, отсюда он вёл переписку с магистром крестоносцев.
Самое важное значение замок имел в конце XIV — начале XV вв., в период правления Витовта, когда служил опорным пунктом в борьбе против крестоносцев. Медницкий замок упоминался в Списке русских городов (приложении к Новгородской летописи младшего извода) среди 15 основных замков Аукштоты. Датировка этого списка относится, скорее всего, к 1421—1425 годам.
Согласно свидетельству Сигизмунда Герберштейна, в 1517 году Медницкий, как и соседний Кревский замок, был уже заброшен. Позднее замок упоминался уже как усадьба Виленского уезда, деревянные постройки усадьбы строились во дворе замка. В 1812 г. деревянные постройки были разобраны и сожжены отступавшими французскими войсками. Ещё в 1861 г. в главной башне замка сохранялась дубовая лестница, ведшая на второй этаж.

## Архитектура
Это древнейший замок кастельного типа в Прибалтике, он занимает 2 га, а с защитными рвами и валами — 6,5 га, в плане — неправильный четырёхугольник. Периметр стен замка достигает 565,5 м. В оборонительной стене было четыре башни с верхними и нижними воротами. Верхние находились в главной пятиярусной башне, стоявшей в северо-восточном углу. Стены и башни замка сложены из камня, местами облицованы кирпичом. Исследовавший территорию замка археолог К. Мякас установил, что оборонительные рвы и валы сооружены позднее, после взведения стен, башен и ворот. Подсчитано, что для строительства замка понадобилось 18500 м3 камней и 4800 м3 кирпича.
Длина северной стены — 128,7 м, восточной — 161,2 м, южной — 127,7 м, западной — 147,9 м. Замок построен на равнине, с северной стороны к нему примыкает болото. Высота стен достигала 14—15 м, толщина у фундамента — 1,8—1,9 м, вверху — 1,6 м. В северо-восточном углу сооружена главная пятиэтажная башня с редкими окнами, украшенными волютами. Ещё одна башня находилась с наружной стороны южной стены, у её середины. В замке изначально были четверо ворот (по одним воротам в каждой стене). Во дворе были расположены деревянные жилые помещения. По планировке и строительной технике замок близок к Кревскому и Лидскому замкам.

## Современное состояние
До наших дней в подлинном виде сохранилась часть оборонительный стены и башен. Замок исследовался и консервировался в 1959—1963 гг. (руководитель — архитектор С. Ласавицкас) и в 1970—1973 гг. (руководитель — архитектор Э. Пурлис).
С 2004 года замок принадлежит Тракайскому историческому музею. В конце сентября 2012 года замок открылся после реконструкции, здесь расположилась коллекция охотничьих трофеев президента Альгирдаса Бразаускаса и экспозиция, посвящённая истории замка. Открыт выход на прясла примыкающих к донжону стен, а в тёплое время — и на верхнюю площадку донжона.

## Галерея

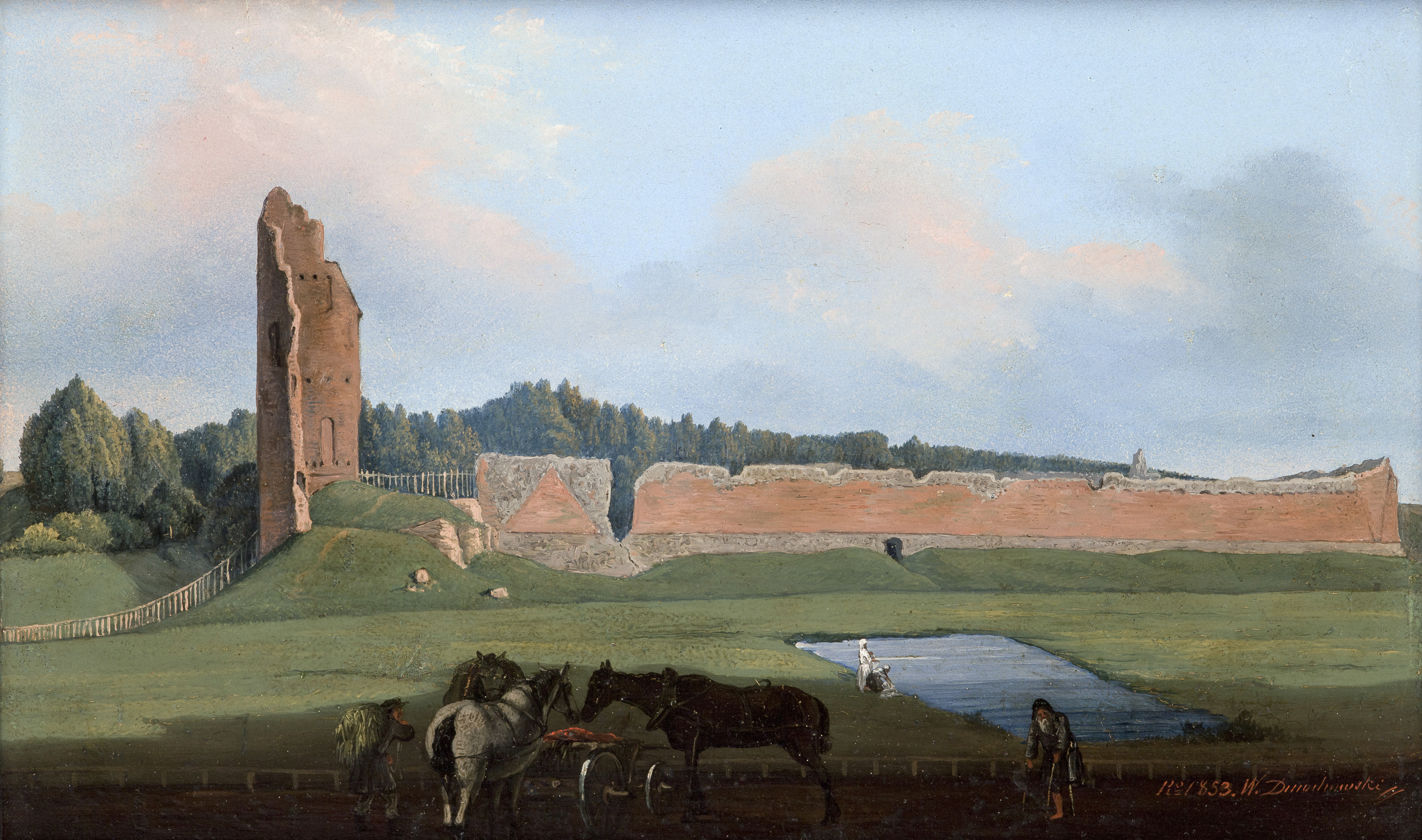
В. Дмаховский. Руины замка в Медниках. 1853 год.
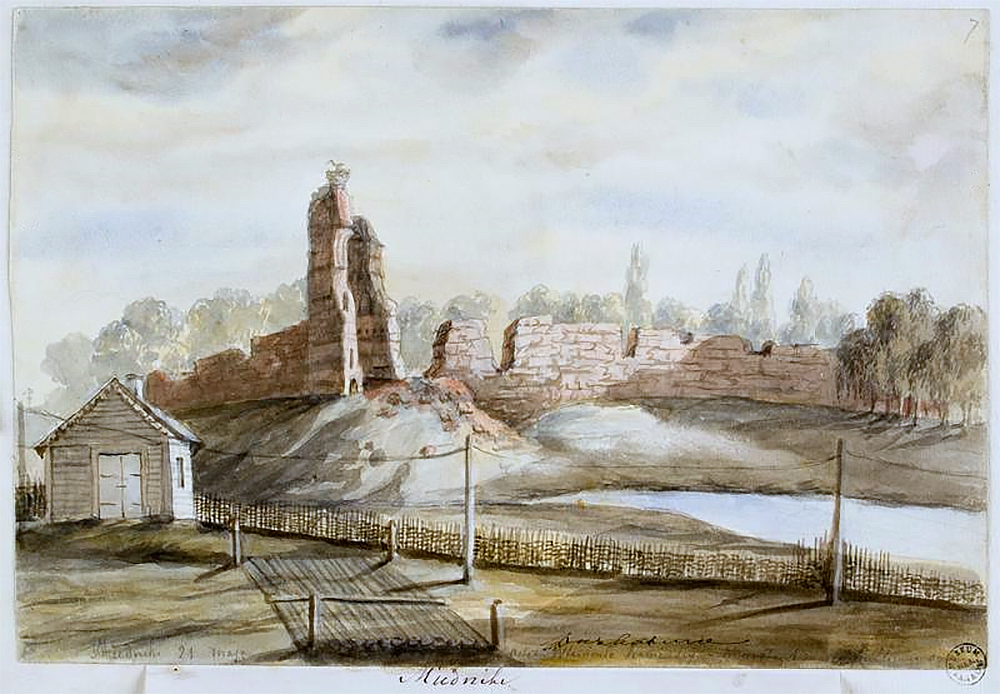
Н. Орда. Замок в Медниках. 2-я пол. XIX века
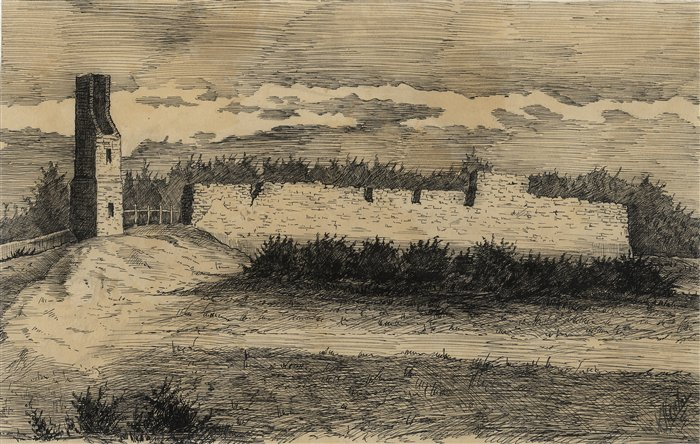
Неизвестный художник. Медники. 1876 год.
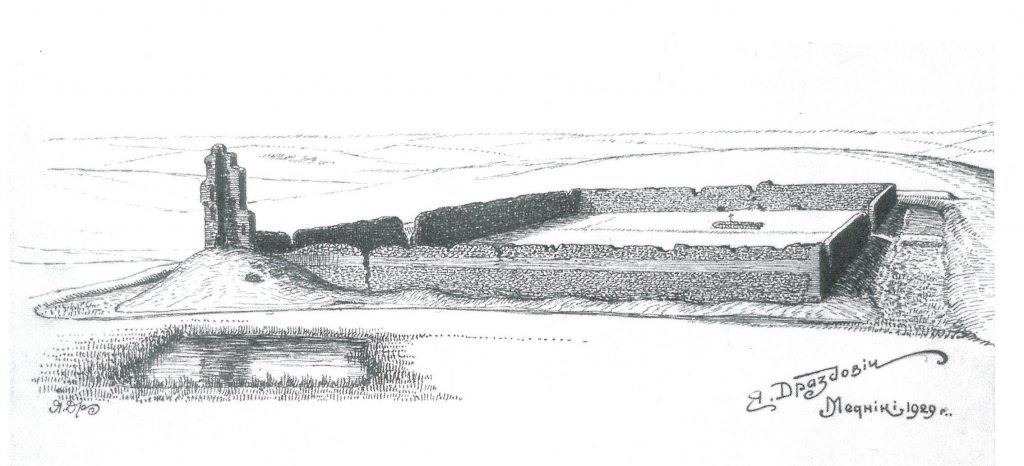
Я. Дроздович. Медники. 1929 год.
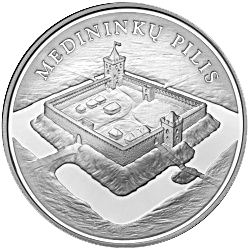
Медницкий замок на литовской серебряной памятной монете 50 литов 2006 года.